# Малинин, Александр Фёдорович
Алекса́ндр Фёдорович Мали́нин (29 января (10 февраля) 1835 — 24 февраля (7 марта) 1888) — известный русский педагог.
Отец А. А. Малинина.

## Биография
Сын штатного смотрителя 3-го московского уездного училища, (позже 2-го городского, у Красных ворот), он родился в здании этого училища и здесь же получил первоначальное образование. Кроме него в семье было ещё три брата и две сестры. Затем обучался во 2-й Московской гимназии, но по смерти отца был переведен пансионером в 1-ю Московскую гимназию, где и окончил курс с золотой медалью (1850). В гимназии Малинин особенно успешно занимался древними языками и потому собирался посвятить себя филологическим занятиям, но под влиянием профессора Дмитрия Матвеевича Перевощикова, поступил на физико-математический факультет Московского университета, на котором в 1854 году окончил курс и был награждён золотой медалью за лучшее сочинение на предложенную факультетом тему. Стремление к филологическим занятиям осталось у Александра Федоровича на всю остальную жизнь и не дало ему сделаться односторонним специалистом. Он всегда интересовался преподаванием классических языков, в совершенстве знал грамматику родного языка и следил за всеми явлениями в этой области.

## Педагогическая деятельность
Педагогическую деятельность Малинин начал учителем математики и физики в Тверской гимназии, а затем в течение 14 лет (1856—1870) занимал ту же должность в 4-й Московской гимназии. Здесь он скоро приобрёл вполне заслуженную известность лучшего преподавателя по своей специальности и преподавал в разных учебных заведениях (в 1-й Московской Военной гимназии, Межевом институте и проч.) и в частных домах.
После четырнадцатилетней службы в 4-й Московской гимназии А. Ф. Малинин был назначен директором Тульской гимназии (1870), но уже через два года возвратился в Москву, чтобы принять на себя основание и ведение Московского учительского института, директором которого он и состоял в течение 16 лет до своей внезапной кончины.
В решении учебно-воспитательных вопросов Малинин руководствовался коллегиальным принципом. Это непосредственно вытекало из его сердечного и чуткого отношения к преподавателям, терпимого отношения к чужим взглядам. Малинин хорошо понимал, что от педагогического такта преподавателя зависит и хорошая дисциплина, и успех в воспитании и обучении. Он сам обладал этим тактом и стремился прививать его преподавателям института.
Учительскому институту Малинин посвятил себя в пору полного расцвета своих сил, приобретя предыдущей деятельностью необходимый в таком серьёзном деле педагогический опыт. Учительский Институт обязан Александру Фёдоровичу не только своим устройством, но и направлением всей своей деятельности. Под его руководством Институт дал более 300 учителей для городских училищ.
Похоронен А. Ф. Малинин был на кладбище Ново-Алексеевского монастыря в Москве.
Яков Игнатьевич Вейнберг в прощальной речи говорил о Малинине:
Нравственная связь, соединявшая воспитанников института с уважаемым и любимым директором не прерывалась и по выходу из заведения. Редкий из бывших воспитанников не просил советов и указаний у Александра Фёдоровича и никому от него не было отказа. Воспитанники Учительского Института … сознавали, что земля скроет от них человека, искренне желавшего им добра; они чувствовали, что лишаются в нем не только начальника, но и друга, который с любовью следил и за институтской их жизнью, и за судьбой их вне заведения.
Другой преподаватель, К. А. Козьмин отмечал, что «он имел то, что было согласно с истыми, основными началами нашего русского духа».

## Учебно-литературная деятельность
По отношению к общей постановке учебного дела в России, учебно-литературная деятельность Малинина представляется чуть ли не самой важной и благотворной. Как выдающегося преподавателя и, впоследствии, как директора учительского института, А. Ф. Малинина знала одна Москва и Московский учебный округ, а как автора популярных учебников и руководств, можно без преувеличения сказать, знала вся грамотная Россия. Когда Малинин начинал свою литературную деятельность (1860-е годы), в учебном деле совершался коренной переворот: от сухого догматического преподавания начинали переходить к более живому и приноровлённому к пониманию учащимися изложению. Что касается математики, прежде ограничивались изложением только теории, не всегда во всей своей строгости доступной учащимся, теперь же начали обращать внимание на разъяснение теории и самой по себе, и в приложении к решению различных вопросов. При этом, как и во всяком новом деле, не обошлось без преувеличений и ошибок: на место научных разъяснений часто ставили произвольные личные толкования, придумывали особые способы преподавания и задерживали учащихся на разъяснении вопросов, которые по существу своему разъяснению не подлежали. Значительная доля в этом перевороте принадлежит Александру Федоровичу; но он сумел избежать большей части перечисленных ошибок и увлечений.
Учебно-литературную деятельность Александр Фёдорович начал «Руководством Тригонометрии», за ним следовали «Руководство Арифметики» и «Собрание арифметических задач», составленная в сотрудничестве с К. П. Бурениным, а затем постепенно появились книги А. Ф. Малинина почти по всем отраслям физико-математических наук, преподающихся в гимназиях и других учебных заведениях. Всего Малинин, один и в сотрудничестве с другими лицами (в том числе Ф. И. Егоровым) — составил 15 учебных книг, из которых «Физика для гимназий» была премирована Министерством Народного Просвещения.
Отличительная особенность книг А. Ф. Малинина — соединение учебника со специально и очень удачно подобранными задачами и упражнениями. Для преподавателей его книги были важны в том отношении, что заключали в себе много практических указаний для самого ведения уроков и что многие страницы из его учебников почти непосредственно могли быть переложены в урок.
Распространение книг, составленных А. Ф. Малининым, очень скоро достигло громадных, небывалых для тех лет, размеров: например, «Собрание арифметических задач» ещё при его жизни разошлось в 18 изданиях, в числе 645 тысяч экземпляров, «Руководство арифметики» — в 15 изданиях, в числе 537 тысяч экземпляров. Общий тираж его публикаций составил около 1.6 миллиона экземпляров.
Многие книги А. Ф. Малинина пользовались успехом в течение 20 и более лет, и распространение их с годами не уменьшалось, а скорее росло, тогда как книги других авторов, появившиеся одновременно и имевшие успех, скоро вышли из употребления. Факт этот объясняется тем обстоятельством, что Малинин постоянно работал над своими книгами, изменял и улучшал их с каждым новым изданием, следя за всеми изменениями в направлении преподавания и в научных взглядах.
Один из лучших учеников А. Ф. Малинина, его фактический наследник и преемник, Н. А. Шапошников, комментируя «главные качества обширных сочинений покойного», отмечал «резкое противоречие двух относящихся к этому делу фактов»:
С одной стороны, мы стоим лицом к лицу с фактом резкой критики, которой подвергались, и притом неоднократно, все сочинения Александра Фёдоровича. – С другой перед нашими же глазами факт чрезвычайно быстрого, сравнительно громадного успеха этих сочинений, их повсеместного распространения на всём пространстве нашего обширного отечества. …С одной стороны, нет в России автора математических сочинений, который в равной степени с  М а л и н и н ы м  подвергался бы нападкам со стороны как компетентной, так и невежественной критики. С другой стороны, нет в России и уголка, где бы эти самые сочинения хотя бы частью не руководили бы математическим образованием юношества.

## Публикации
- «Руководство прямолинейной тригонометрии» (М. : тип. Лазарев. ин-та (А. Мамонтов), 1864; 12-е изд. — 1891);
- «Собрание физических задач» (М.: бр. Салаевы, 1866; 3 изд. — 1879; впоследствии это «Собрание» стало входить в книгу «Руководство к физике»);
- «Собрание арифметических задач» (М.: бр. Салаевы, 1866; 15-е изд. — 1888);
- «Руководство арифметики» (М.: бр. Салаевы, 1866; 16-е изд. — 1888);
- «Руководство космографии и физической географии для гимназий» (М.: бр. Салаевы, 1867; 8-е изд. — 1888);
- «Руководство физики для гимназий» (М.: бр. Салаевы, 1868; 9-е изд. 1894);
- «Курс физики для женских учебных заведений» (М.: бр. Салаевы, 1869; 6-е изд. 1888; 9-е изд. 1897)
- «Руководство алгебры и собрание алгебраических задач» (М.; 1870; 8-е изд. 1890);
- «Задачи для умственных вычислений» (сост. по Церингеру, М., 1871; 3-е изд. 1885);
- «Курс наглядной геометрии и собрание геометрических задач для уездных училищ» (М.: бр. Салаевы, 1873; 8 изд. 1888) — в соавторстве с Фёдором Ивановичем Егоровым;
- «Курс математической и физической географии для женских учебных заведений» (М.: бр. Салаевы, 1874; 3-е изд. 1889);
- «Начальные основания физики для городских училищ и учительских семинарий» (М., 1875; 5-е изд. 1891);
- «Руководство геометрии и собрание геометрических задач для гимназий, реальных училищ и учительских институтов» (М.: бр. Салаевы, 1878; 2-е изд. 1886);[9]
- «Курс геометрии для женских учебных заведений и для учительских семинарий» (М.: насл. бр. Салаевых, 1879; 2-е изд. 1891);[9]
- «Курс алгебры и собрание алгебраических задач для женских учебных заведений» (М.: насл. бр. Салаевых, 1881).